# Штајр
Штајр је важан град у Аустрији, смештен у средишњем делу државе. Штајр је трећи по величини град у оквиру покрајине Горња Аустрија, где чини засебан градски округ.
Град Штајр је посебно познат по изузетно лепом и добро очуваном старом градском језгру са бројним примерима средњовековних грађевина готске архитектуре, што је знатно другачије од других градова Аустрије, чија језгра, иако махом очувана, носе „барокне одлике“.

## Природне одлике
Штајр се налази у средишњем делу Аустрије, на граници Горње Аустрије са Доњом. Престоница државе, Беч, удаљена је око 200 км источно од града, а покрајинска, Линц, око 25 км северно.
Рељеф: Штајр се сместио у долини реке Енс. Изнад града се издижу брда и ниже планине, као претходница Алпа, који се протежу јужно од града.
Клима: Клима у Штајру је умерено континетална са малим утицајем планинске климе због близине Алпа.
Воде: Штајр лежи на ушћу истоимене речице Штајр у реку Енс. Река Енс је гранична ка Доњој Аустрији.

## Историја
Већ у праисторији настају прва насеља Келта на месту данашњег Штајра. Подручје је било насељено и у време Римљана. 980. године помиње се први пут насеље са данашњим именом. У следећим вековима насеље се развија у трговиште са средињим тргом који је и данас сачувао много од средњовековног духа. 1278. године преузимају Хабзбурговци, а већ 1287. године дају му градска права.
У 19. веку градска традиција мануфактурне производње прераста у индустријску. Тада у град стиже и железница, а граде се и многе јавне установе и градска здања. 1918. године Штајр је потпао под новоосновану Аустрију, која 1938. године прикључена Трећем рајху. Будући да је град имао веома развијену тешку индустрију (која снабдевала нацистичку војску) град је прошао кроз Други светски рат са много бомбардовања, па је био веома разрушен. Обнова града трајала је неколико деценија.

## Становништво
| 1981.  | 1991.  | 2001.  | 2011.  |
| ------ | ------ | ------ | ------ |
| 38.942 | 39.337 | 39.340 | 38.205 |

По процени из 2016. у граду је живело 38324 становника. Пре једног века град је имао око 25.000 становника. У првој половини 20. века град је растао, али је последњих деценија број становника опао сељењем грађана у предграђа.

## Привреда
Штајр је стари мануфактурни, касније и индустријски центар из 19. века. У граду постоји више погона машинске индустрије.
Друга посебност града, која се веома развија последњих деценија, је туризам, заснован на старом градском језгру и примерима градње у готском стилу.

## Галерија
- Градска катедрала
- Градска кућа у рококо стилу
- Дворац Ламберг
- Главни градски трг